# Ленави
Ле́нави (англ. Lenawee County) — округ в штате Мичиган, США. Официально образован в 1826 году. По состоянию на 2013 год, численность населения составляла 99 188 человек.

## География
По данным Бюро переписи США, общая площадь округа равняется 1 970,992 км2, из которых 1 942,502 км2 суша и 31,080 км2 или 1,600 % это водоёмы.

## Население
По данным переписи населения 2000 года в округе проживает 98 890 жителей в составе 35 930 домашних хозяйств и 26 049 семей. Плотность населения составляет 51,00 человек на км2. На территории округа насчитывается 39 769 жилых строений, при плотности застройки около 20,00-ти строений на км2. Расовый состав населения: белые — 92,51 %, афроамериканцы — 2,12 %, коренные американцы (индейцы) — 0,41 %, азиаты — 0,46 %, гавайцы — 0,01 %, представители других рас — 3,01 %, представители двух или более рас — 1,49 %. Испаноязычные составляли 6,96 % населения независимо от расы.
В составе 34,20 % из общего числа домашних хозяйств проживают дети в возрасте до 18 лет, 58,70 % домашних хозяйств представляют собой супружеские пары проживающие вместе, 10,00 % домашних хозяйств представляют собой одиноких женщин без супруга, 27,50 % домашних хозяйств не имеют отношения к семьям, 22,90 % домашних хозяйств состоят из одного человека, 9,70 % домашних хозяйств состоят из престарелых (65 лет и старше), проживающих в одиночестве. Средний размер домашнего хозяйства составляет 2,61 человека, и средний размер семьи 3,07 человека.
Возрастной состав округа: 25,90 % моложе 18 лет, 9,10 % от 18 до 24, 28,60 % от 25 до 44, 23,70 % от 45 до 64 и 23,70 % от 65 и старше. Средний возраст жителя округа 36 лет. На каждые 100 женщин приходится 100,10 мужчин. На каждые 100 женщин старше 18 лет приходится 98,00 мужчин.
Средний доход на домохозяйство в округе составлял 45 739 USD, на семью — 53 661 USD. Среднестатистический заработок мужчины был 38 458 USD против 25 510 USD для женщины. Доход на душу населения составлял 20 186 USD. Около 4,40 % семей и 6,70 % общего населения находились ниже черты бедности, в том числе — 7,10 % молодежи (тех, кому ещё не исполнилось 18 лет) и 9,20 % тех, кому было уже больше 65 лет.

## Известные уроженцы
- Пинки Питтенгер (англ. Pinky Pittenger) (1899—1977) — американский бейсболист.